# Pustkowie (Lubliniec)
Pour les articles homonymes, voir Pustkowie.
Pustkowie est une localité polonaise de la gmina de Herby, située dans le powiat de Lubliniec en voïvodie de Silésie.